# Vila Kamila
Vila Kamila je rodinná vila v Praze 4-Krči, která stojí v ulici U Kola ve vilové čtvrti Pod Višňovkou. Od roku 1958 je chráněna jako nemovitá kulturní památka České republiky.

## Historie
Pozdně secesní rodinný dům z roku 1912 byl postaven pro právníka a spisovatele Antala Staška a jeho ženu Kamilu. Několik let zde také bydlel jejich syn Ivan Olbracht se svojí partnerkou Helenou Malířovou.
Zásluhou Staška místo často navštěvoval i T.G. Masaryk. Rozestavěná vilová čtvrť ale neměla ještě zpevněné cesty. Traduje se, že ulice Nad Havlem a U Kola byly k vrátkům do Staškovy vily narychlo vydlážděny žulou pro prezidentský kočár a později automobil.
V letech 2015-2017 proběhla rekonstrukce domu podle návrhu architekta Davida Vávry.

## Popis
Jednopodlažní stavba na čtvercovém půdorysu má prosklenou verandu a sedlovou střechu členěnou štíty. Štukové prvky jsou částečně dochovány, odstraněna byla ozdobná konstrukce krovu předsazená před obvodovou stěnu uliční fasády.
Pamětní deska

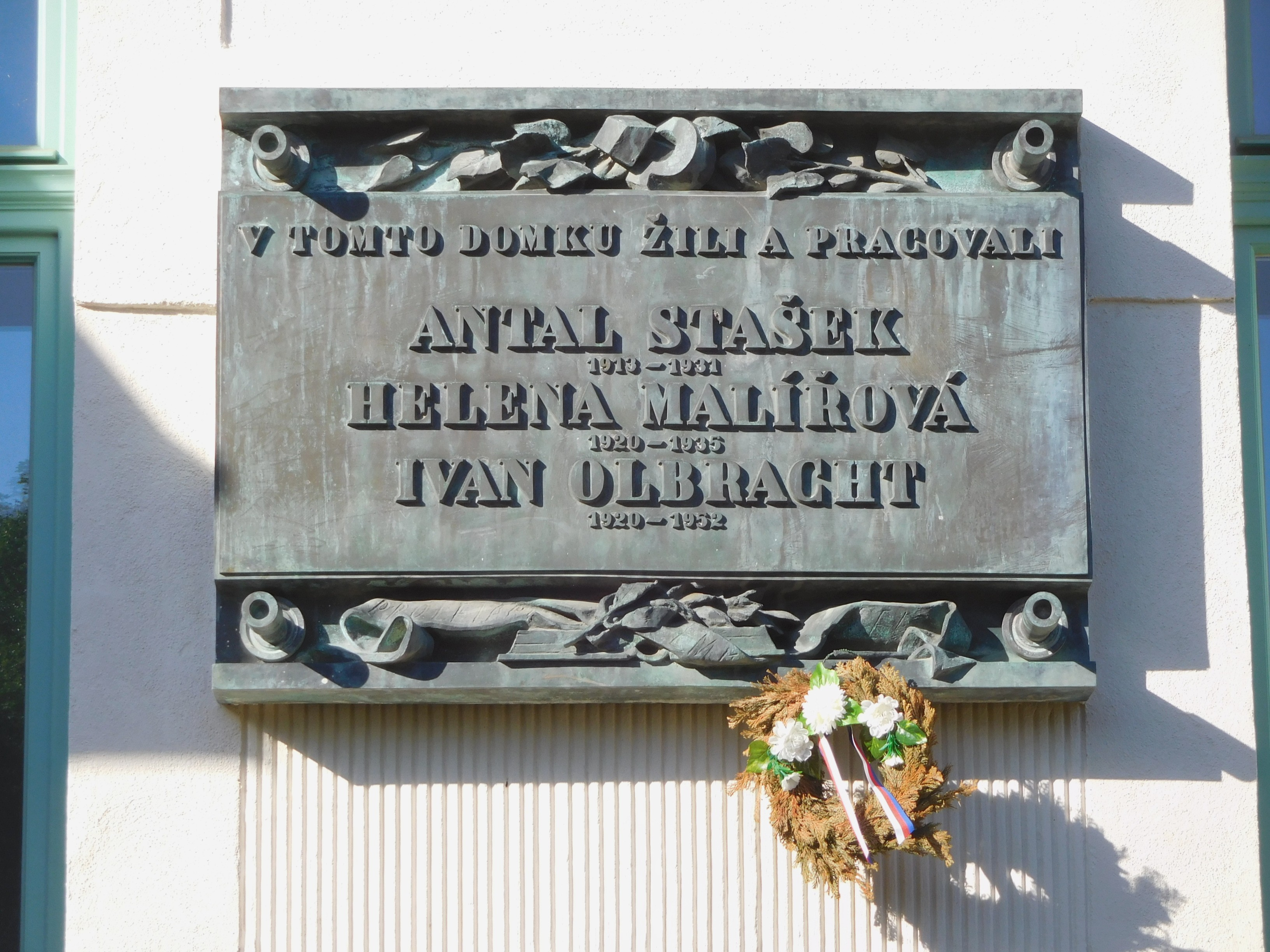

Na fasádě je umístěna společná bronzová pamětní deska věnovaná obyvatelům vily s uvedením jejich životních dat. Autorem desky z roku 1958 je V. Večeřa.
„V tomto domku žili a pracovali Antal Stašek 1913-1931, Helena Malířová 1920-1935, Ivan Olbracht 1920-1952“

## Zahradní město Pod Višňovkou
Roku 1911 bylo místo zvané Pod Višňovkou rozparcelováno podle urbanistického návrhu, který vycházel z koncepce ideálního zahradního města anglického sociologa Ebenezera Howarda. Ústřední kruhový motiv byl v ulici U Kola, z níž mělo původně paprskovitě vybíhat čtrnáct ulic, spojených třemi kruhy. Realizovány byly pouze 3 segmenty; jedna z těchto dochovaných radiál se jmenuje Paprsková.